# Hallimala, Ramanagara
Hallimala là một làng thuộc tehsil Ramanagara, huyện Ramanagara, bang Karnataka, Ấn Độ.